# Linia kolejowa nr 99
Linia kolejowa nr 99 Chabówka – Zakopane – pierwszorzędna, jednotorowa, zelektryfikowana linia kolejowa znaczenia państwowego, łącząca stację Chabówka ze stacją Zakopane.

## Historia
Linię zbudowano i otwarto w 1899 roku w celu połączenia Zakopanego z siecią kolejową w Galicji, w szczególności połączenia Krakowa z gwałtownie rozbudowującym się ośrodkiem uzdrowiskowym i wypoczynkowym jakim stawało się wówczas Zakopane. Mimo trudnych warunków terenowych linia zbudowana została niewielkim stosunkowo kosztem, co odbiło się wyraźnie na jej jakości. Budowa odbywała się przy oporze miejscowej ludności, zwłaszcza we wsi Raba Wyżna oraz w Nowym Targu.
Budową linii miał kierować inż. Zepter i rzekomo stąd górale zwali przyjeżdżających turystów 'ceprami'; brak jednak na to dowodów.
Linię budowano w trudnych, górskich warunkach terenowych. W celu zmniejszenia kosztów linię wytrasowano po stokach wzniesień, z licznymi ostrymi, często przeciwnie skierowanymi łukami. Z powodu oszczędności unikano nasypów prostujących, estakad i zaniechano budowy planowanego tunelu w obrębie Przełęczy Sieniawskiej. Zastosowano też duże nachylenia toru, przekraczające niekiedy 28‰. W rezultacie warunki trakcyjne na linii są bardzo trudne. Powoduje to trudności w prowadzeniu pociągów i w radykalny sposób wymusza ograniczenie ich prędkości.
W latach 70. przeprowadzono elektryfikację linii w dwóch etapach. Pierwszym zelektryfikowanym odcinkiem był Chabówka – Nowy Targ, na którym sieć trakcyjną oddano do użytku 18 listopada 1975 roku. 3 grudnia tego samego roku oddano do użytku sieć trakcyjną na odcinku Nowy Targ – Zakopane, co definitywnie zakończyło prace nad elektryfikacją szlaku Kraków – Zakopane.
19 marca 2018 PKP PLK podpisały z przedsiębiorstwem ZUE umowę na remont całej linii, budowę dodatkowego przystanku w Chabówce oraz budowę łącznicy pomiędzy linią kolejową nr 99 a linią kolejową nr 98 pozwalającej ominąć stację Chabówka.

## Infrastruktura

### Posterunki ruchu i punkty ekspedycyjne
Na linii znajdują się 15 różnych punktów eksploatacyjnych, w tym 9 stacji kolejowych, 6 przystanków.
| Rodzaj i nazwa                   | Zdjęcie | Liczba peronów | Liczba krawędzi peronowych | Infrastruktura |
| stacja Chabówka                  |         | 2              | 3                          |                |
| przystanek Chabówka Stadion      |         | 1              | 1                          |                |
| przystanek Rokiciny Podhalańskie |         | 1              | 1                          |                |
| stacja Raba Wyżna                |         | 1              | 2                          |                |
| stacja Sieniawa                  |         | 1              | 2                          |                |
| przystanek Pyzówka               |         | 1              | 1                          |                |
| stacja Lasek                     |         | 2              | 3                          |                |
| stacja Nowy Targ                 |         | 2              | 3                          |                |
| stacja Szaflary                  |         | 1              | 2                          |                |
| przystanek Szaflary Centrum      |         | 1              | 1                          |                |
| przystanek Bańska Niżna          |         | 1              | 1                          |                |
| stacja Biały Dunajec             |         | 2              | 3                          |                |
| stacja Poronin                   |         | 2              | 3                          |                |
| przystanek Poronin Misiagi       |         | 1              | 1                          |                |
| stacja Zakopane                  |         | 4              | 6                          |                |

## Eksploatacja taboru
W przeszłości pociągi na linii prowadzić mogły jedynie nieliczne typy parowozów przystosowanych do trudnych, górskich warunków. W okresie międzywojennym pociągi prowadziły tu niemieckie parowozy TKt1. Były one jednak konstrukcyjnie niezbyt udane, powolne, a do tego dość awaryjne. Dlatego też na początku lat trzydziestych zarząd PKP zdecydował się zamówić w Zakładach Hipolita Cegielskiego w Poznaniu nową lokomotywę, przeznaczoną specjalnie na linię Kraków – Zakopane. Skonstruowany wówczas polski parowóz OKz32 okazał się, mimo nie najlepszej wydajności kotła, dobrze dostosowany do trudnych warunków linii. Jak wykazały testy próbne był on w stanie pokonać trasę Kraków – Zakopane z osobowym składem wagonów pół godziny szybciej niż TKt1. Lokomotywy OKz32 prowadziły pociągi osobowe i pośpieszne na trasie zakopiańskiej aż do jej elektryfikacji w 1975 roku. Czasami lokomotywy OKz32 zastępowane były przez TKt48 – bardzo udany polski parowóz skonstruowany już po wojnie. Do prowadzenia pociągów towarowych na trasie zakopiańskiej po II wojnie światowej bardzo przydatne okazały się natomiast niemieckie parowozy okresu wojennego (Ty2/Ty42).

## Charakterystyka techniczna
Linia na użytkowanych odcinkach jest klasy C3; maksymalny nacisk osi wynosi 221 kN dla lokomotyw oraz 196 kN dla wagonów, a maksymalny nacisk liniowy wynosi 71 kN (na 1 metr bieżący toru). Sieć trakcyjna jest typu C120-2C oraz jest przystosowana, w zależności od odcinka, do maksymalnej prędkości do 110 km/h; obciążalność prądowa wynosi 1725 A, a minimalna odległość między odbierakami prądu wynosi 20 m. Linia wyposażona jest w elektromagnesy samoczynnego hamowania pociągów.
Linia dostosowana jest, w zależności od odcinka, do prędkości od 40 km/h do 90 km/h, a jej prędkość konstrukcyjna wynosi 120 km/h. Obowiązują następujące prędkości maksymalne dla pociągów:
| kilometraż | kilometraż | pociągi pasażerskie                  | autobusy szynowe i EZT               | pociągi towarowe                     |
| od         | do         | Tor nieparzysty (kierunek: Zakopane) | Tor nieparzysty (kierunek: Zakopane) | Tor nieparzysty (kierunek: Zakopane) |
| -0,334     | 6,500      | 60                                   | 60                                   | 60                                   |
| 6,500      | 11,950     | 50                                   | 50                                   | 50                                   |
| 11,950     | 23,100     | 60                                   | 60                                   | 60                                   |
| 23,100     | 24,000     | 90                                   | 90                                   | 70                                   |
| 24,000     | 25,600     | 80                                   | 80                                   | 70                                   |
| 25,600     | 28,000     | 90                                   | 90                                   | 70                                   |
| 28,000     | 32,000     | 80                                   | 80                                   | 70                                   |
| 32,000     | 34,000     | 90                                   | 90                                   | 70                                   |
| 34,000     | 40,000     | 70                                   | 70                                   | 70                                   |
| 40,000     | 41,807     | 60                                   | 60                                   | 60                                   |
| 41,807     | 43,451     | 40                                   | 40                                   | 40                                   |

## Eksploatacja linii
Linia jest wykorzystywana zarówno przez pociągi towarowe obsługujące bocznicę zakładu złomu „Metalic”, jak i przez pociągi podmiejskie, regionalne i dalekobieżne.

## Galeria

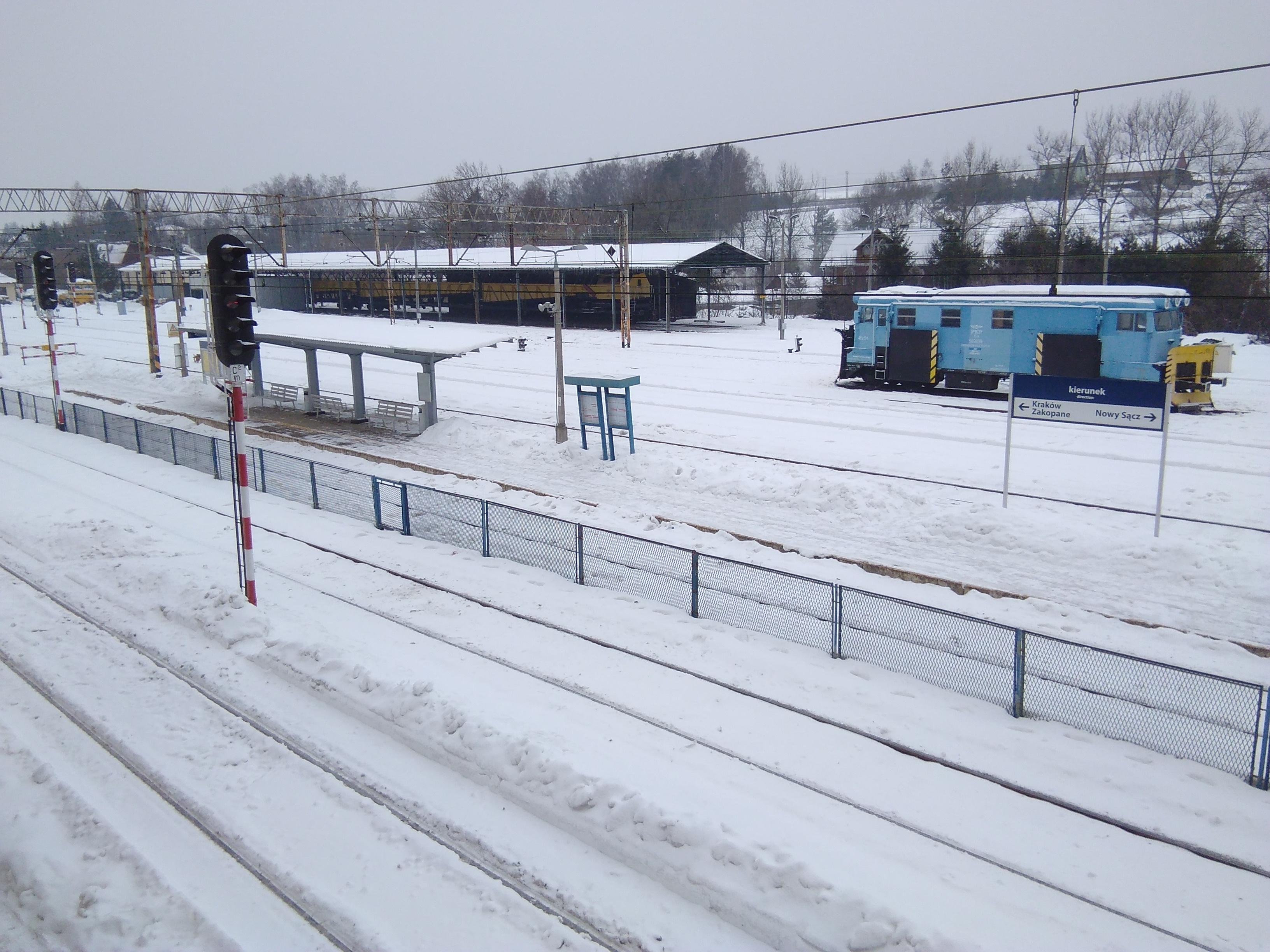
Stacja Chabówka. Tor przed peronem to LK99
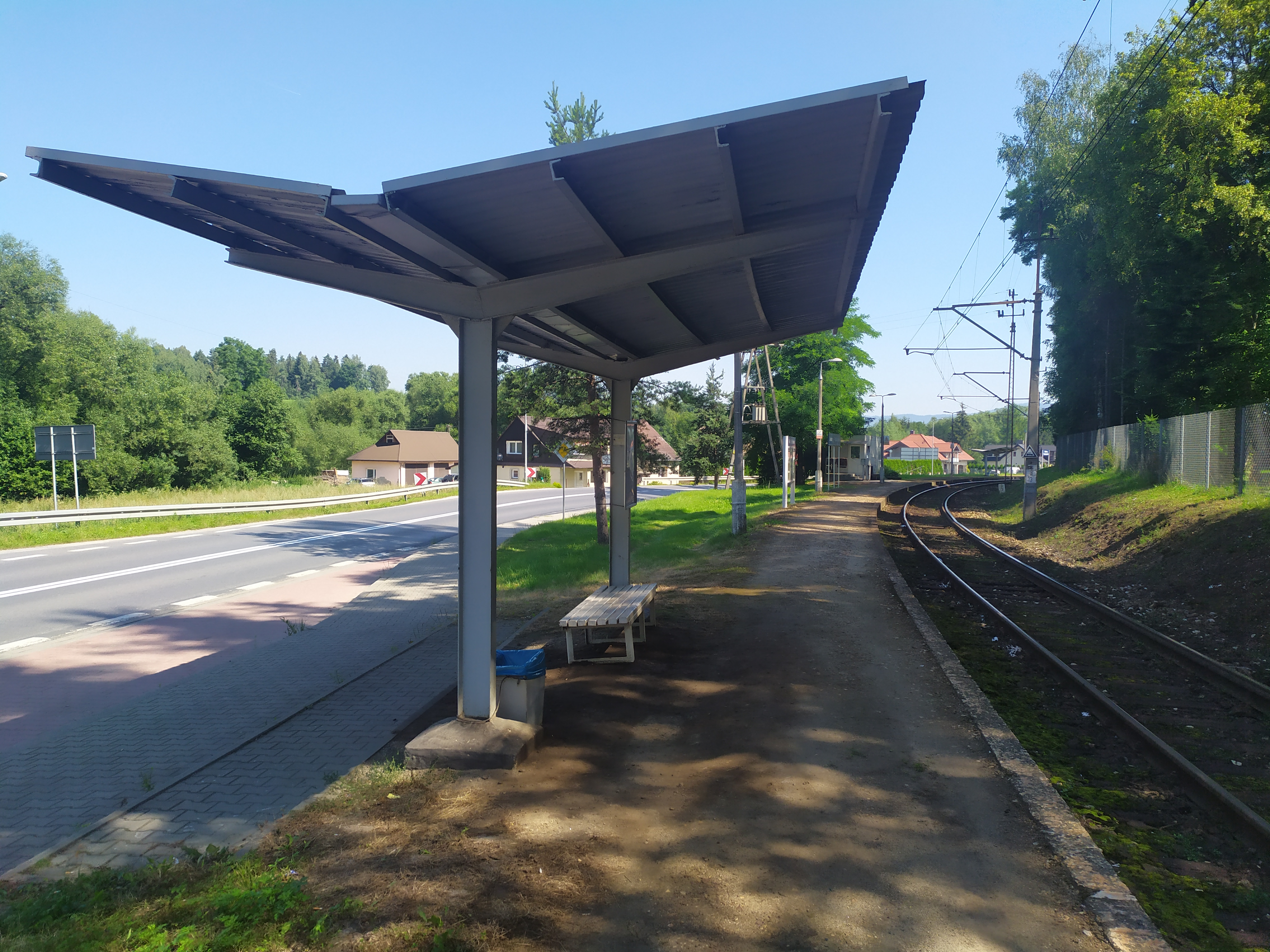
Przystanek Rokiciny Podhalańskie
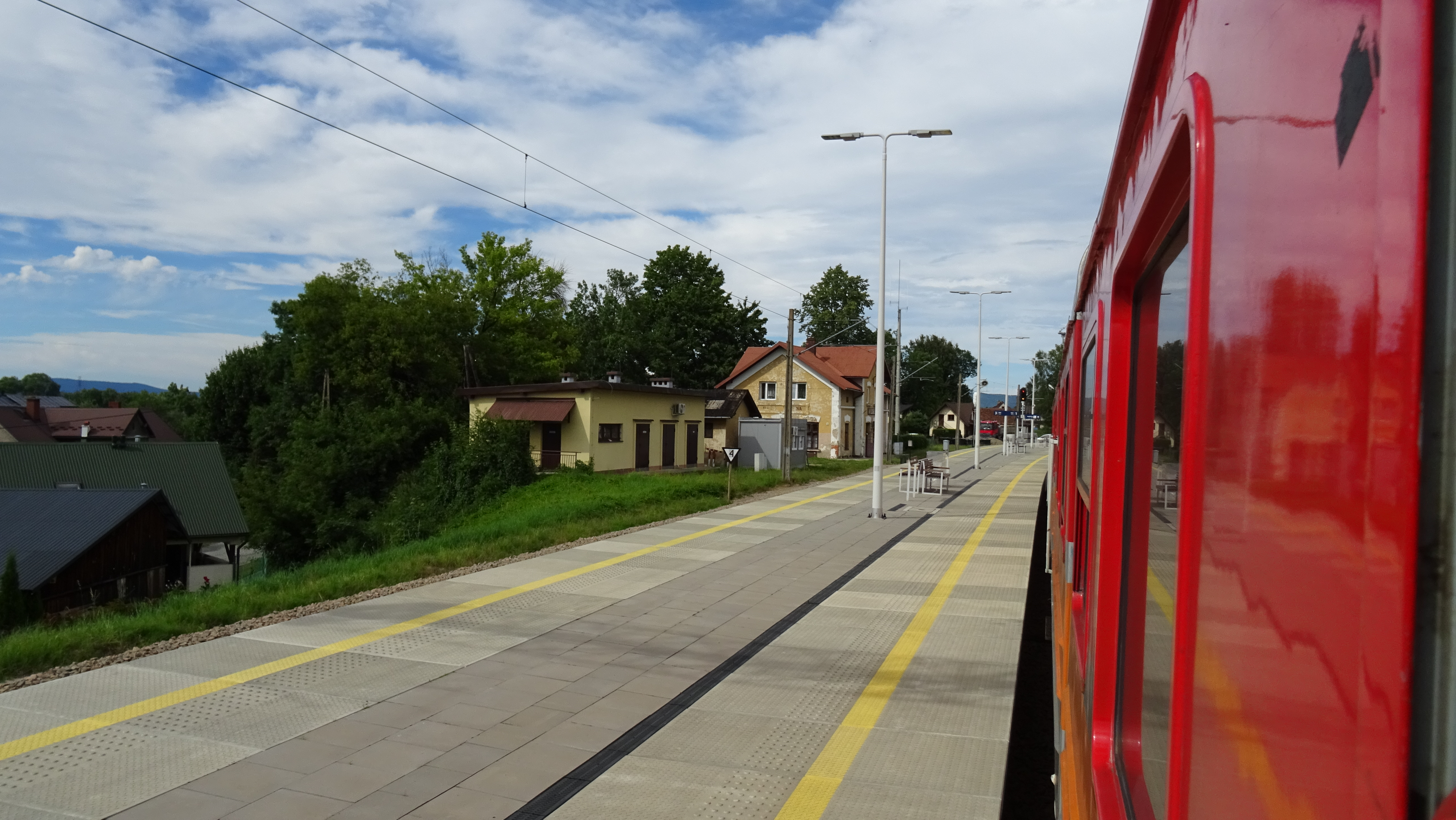
Stacja Raba Wyżna
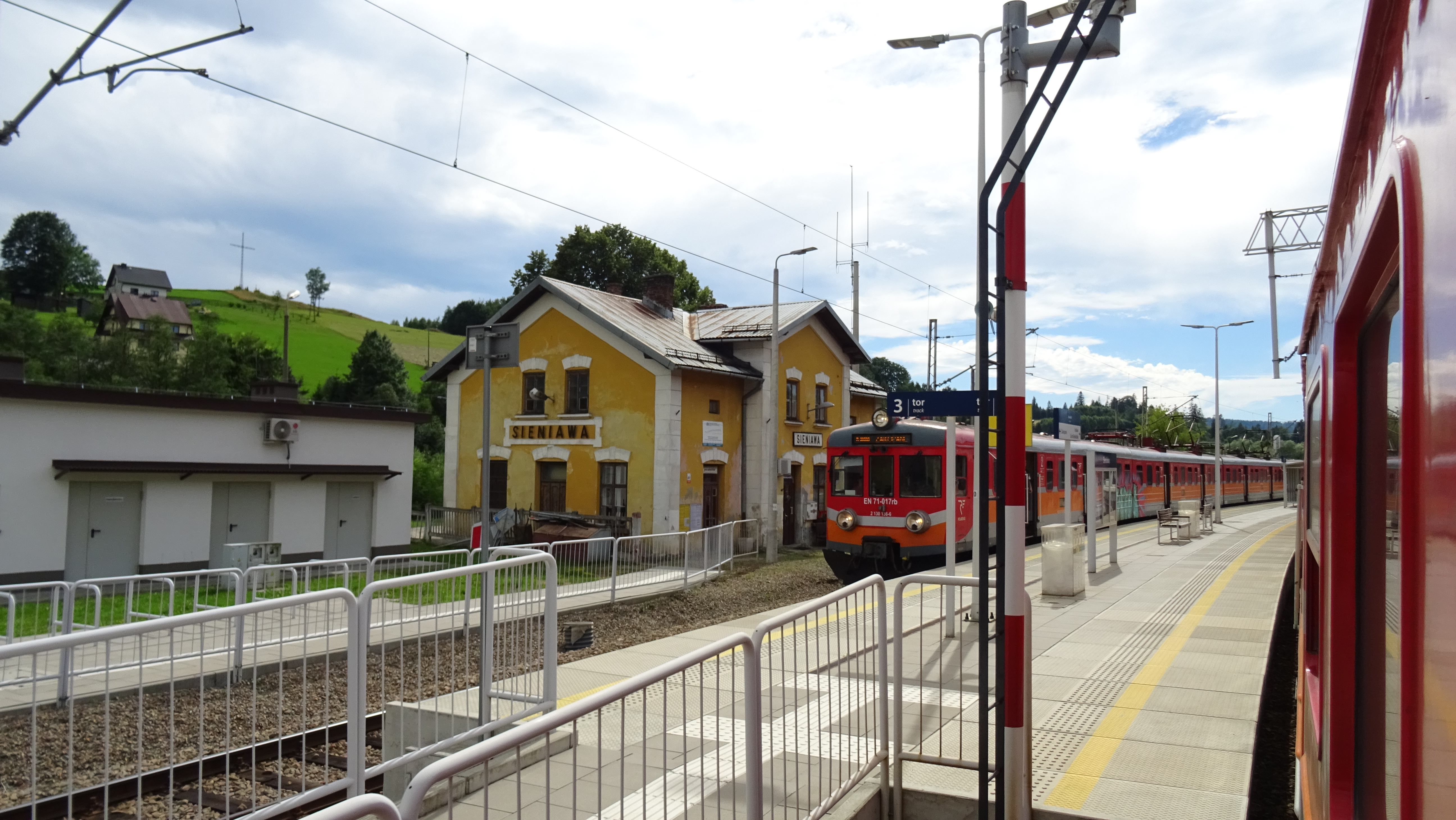
Stacja Sieniawa
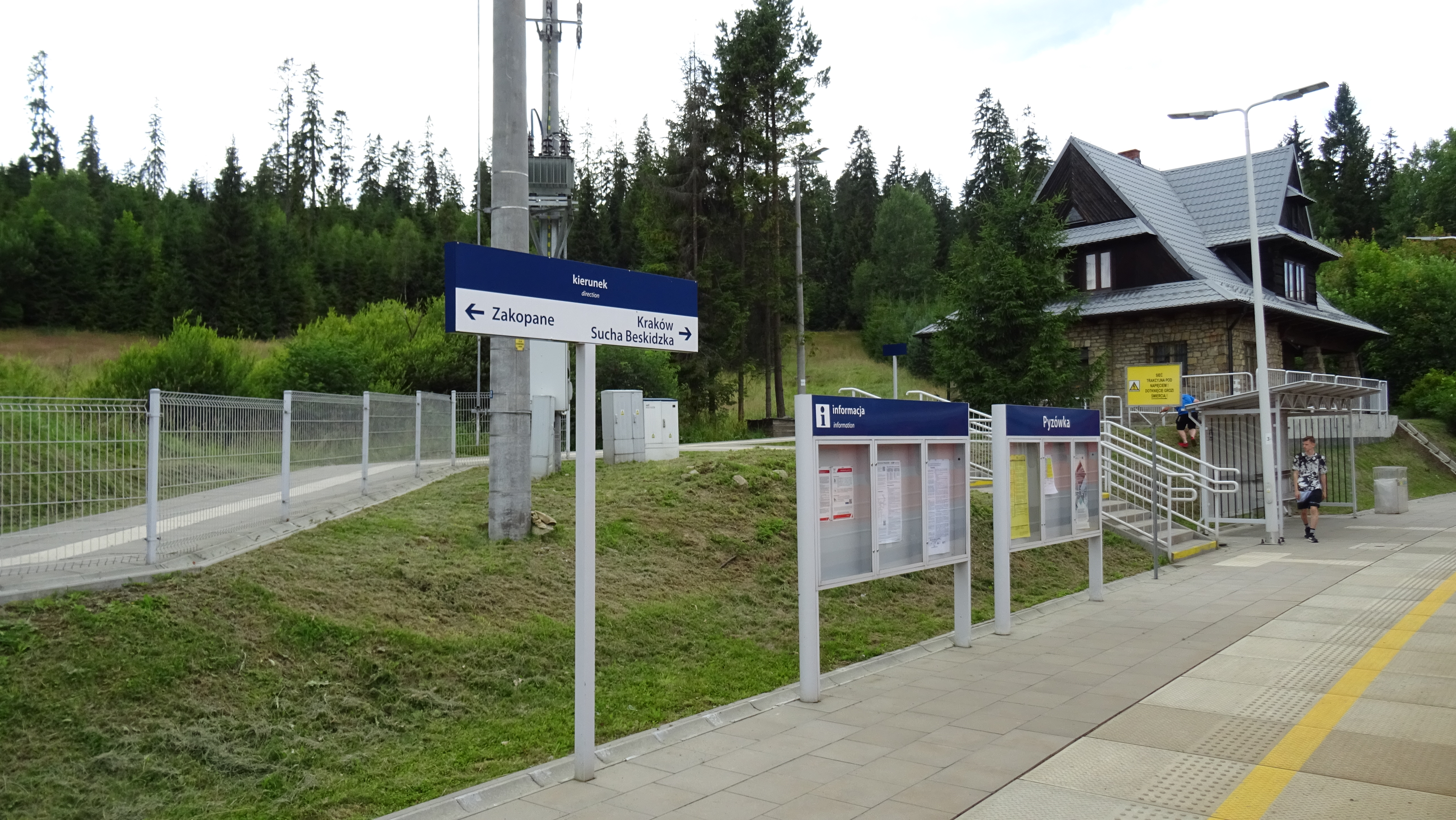
Przystanek Pyzówka
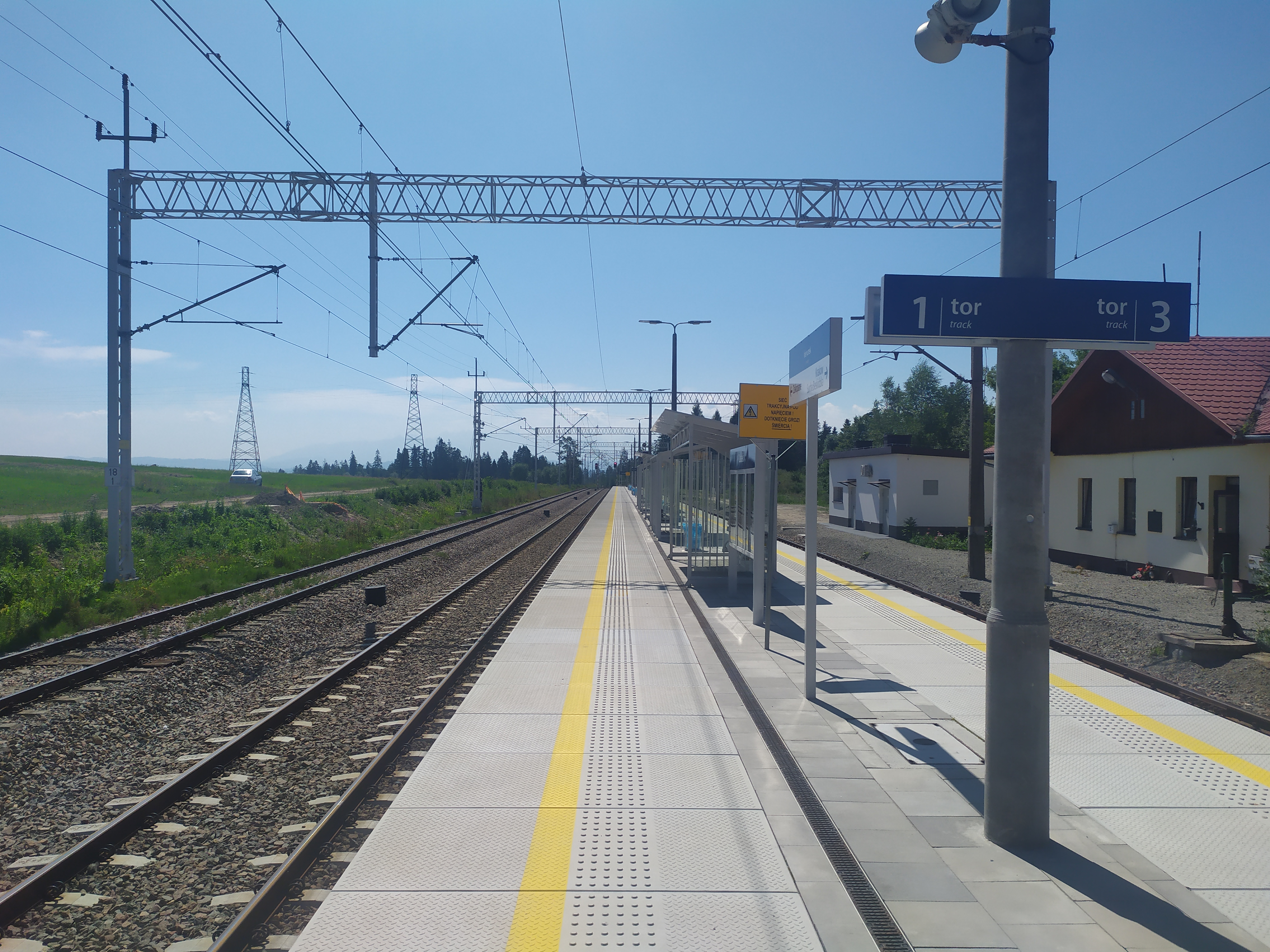
Stacja Lasek
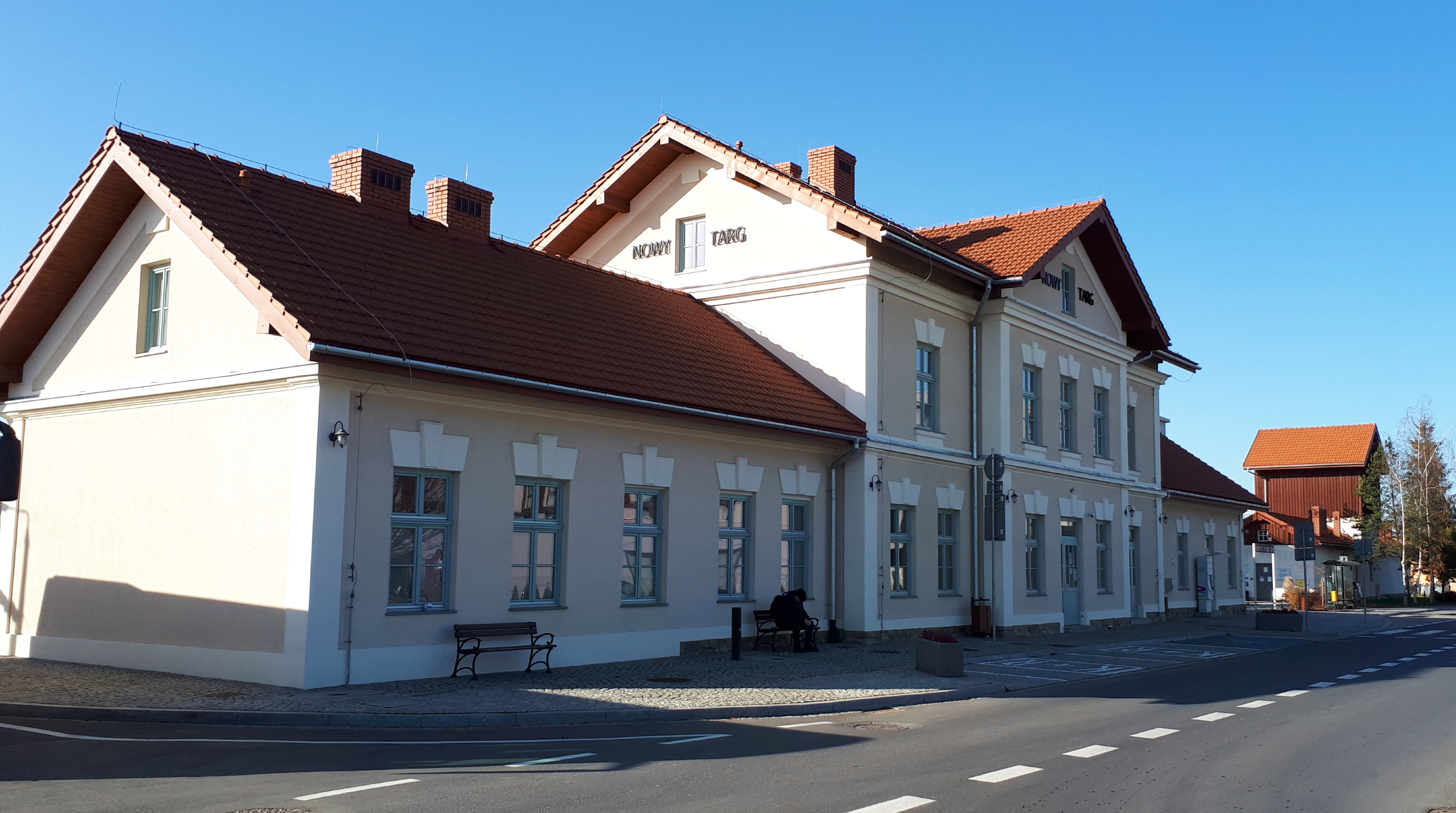
Dworzec stacji Nowy Targ
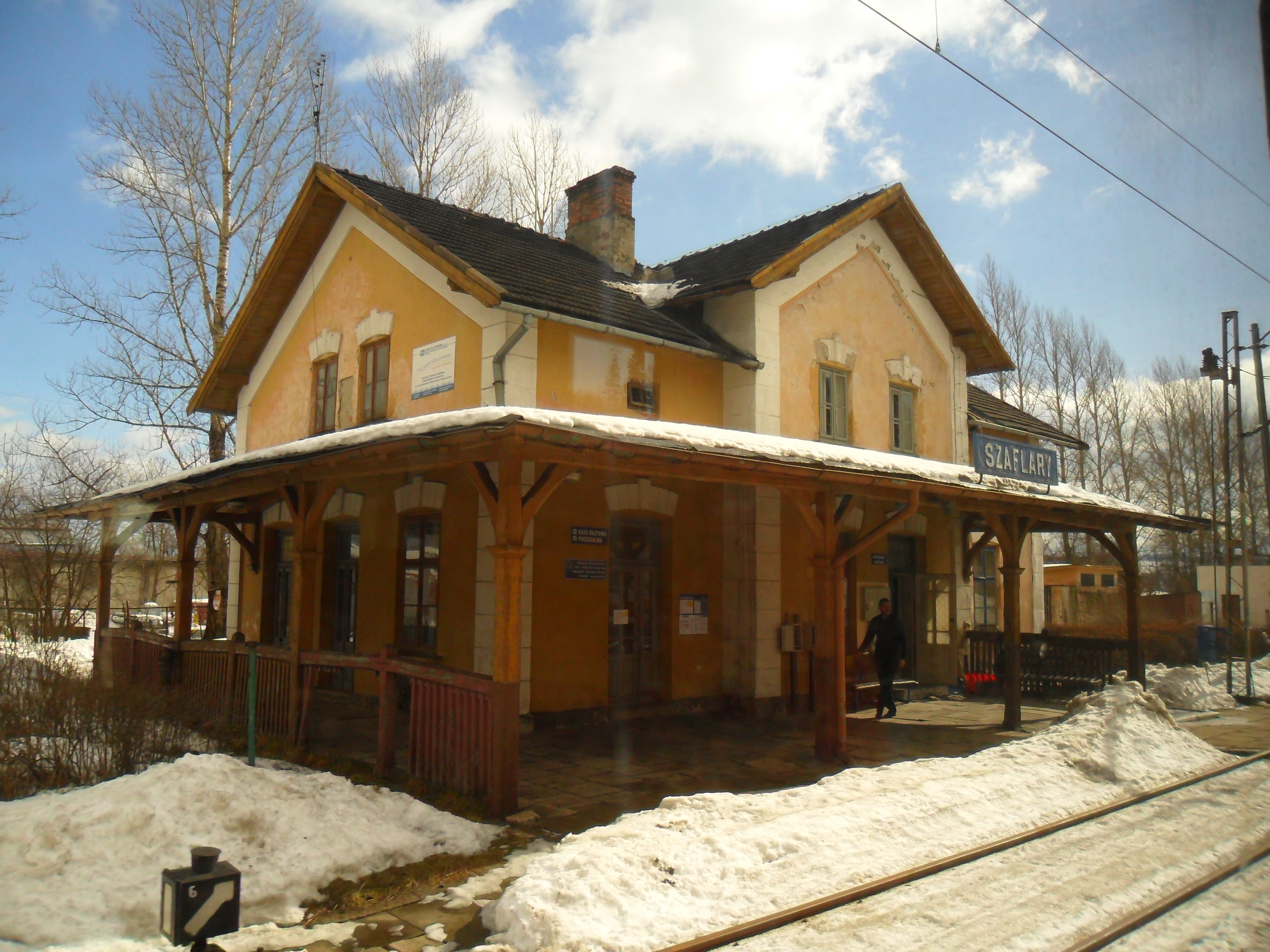
Dworzec stacji Szaflary
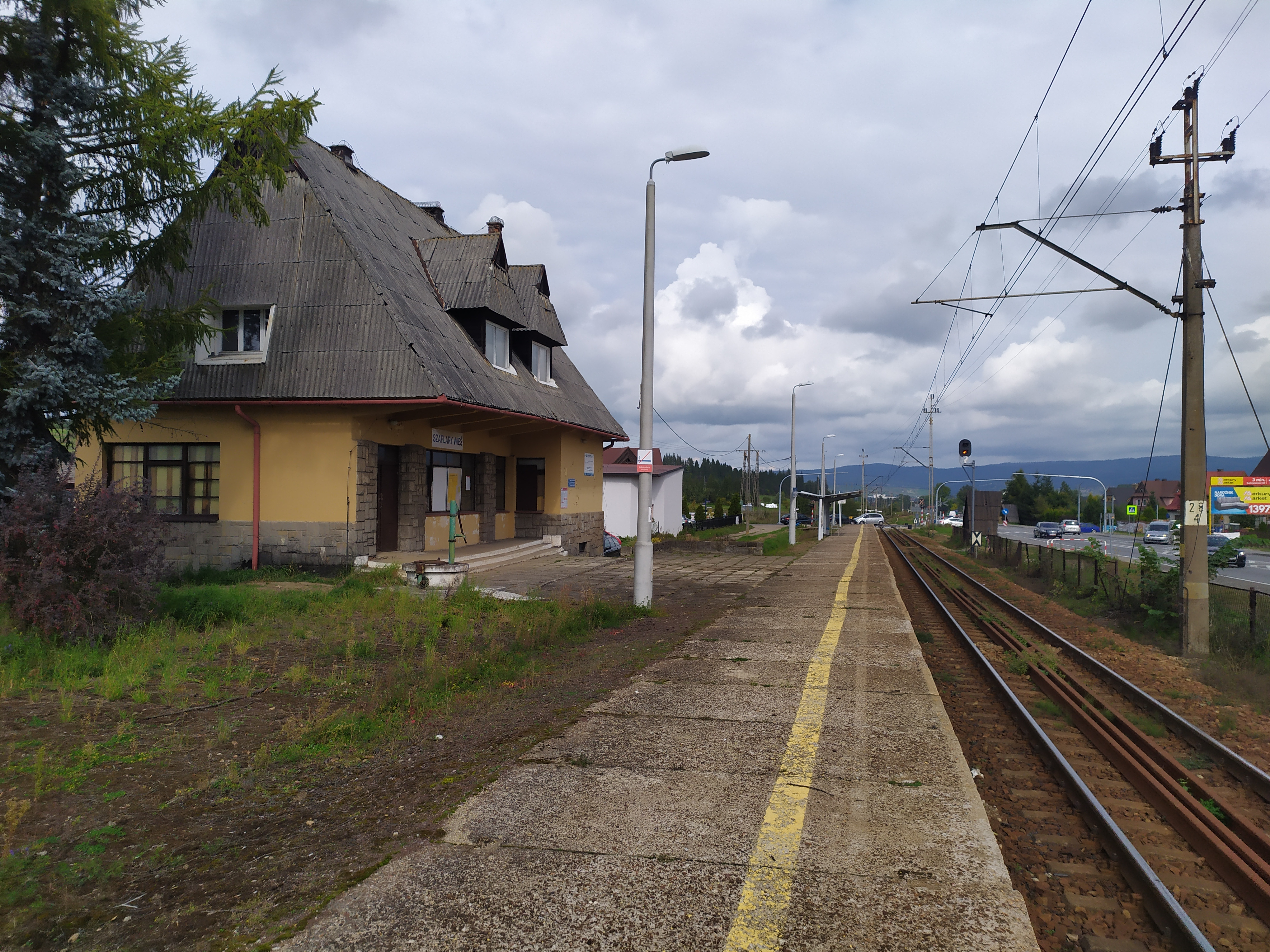
Przystanek Szaflary Centrum
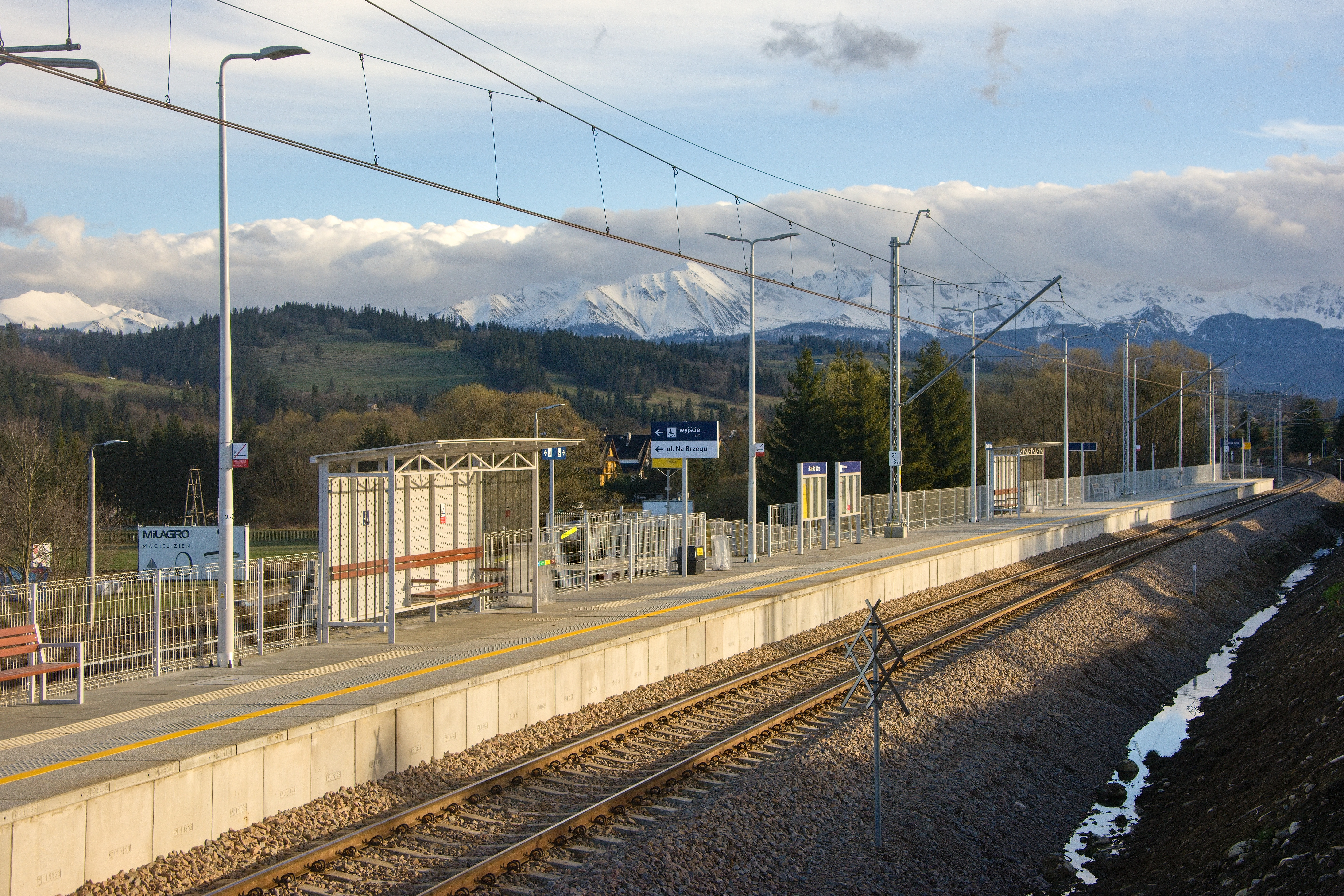
Przystanek Bańska Niżna
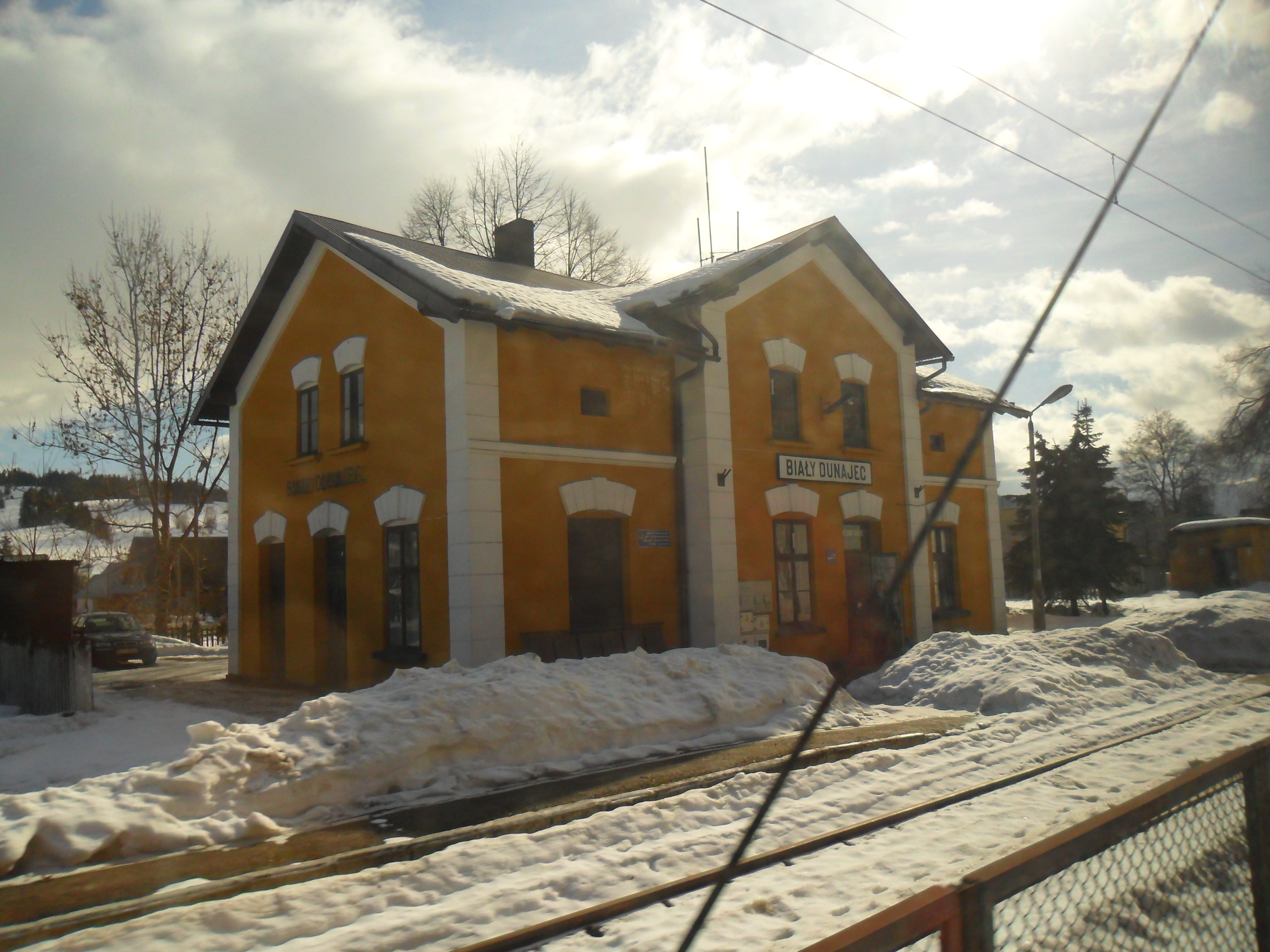
Dworzec stacji Biały Dunajec
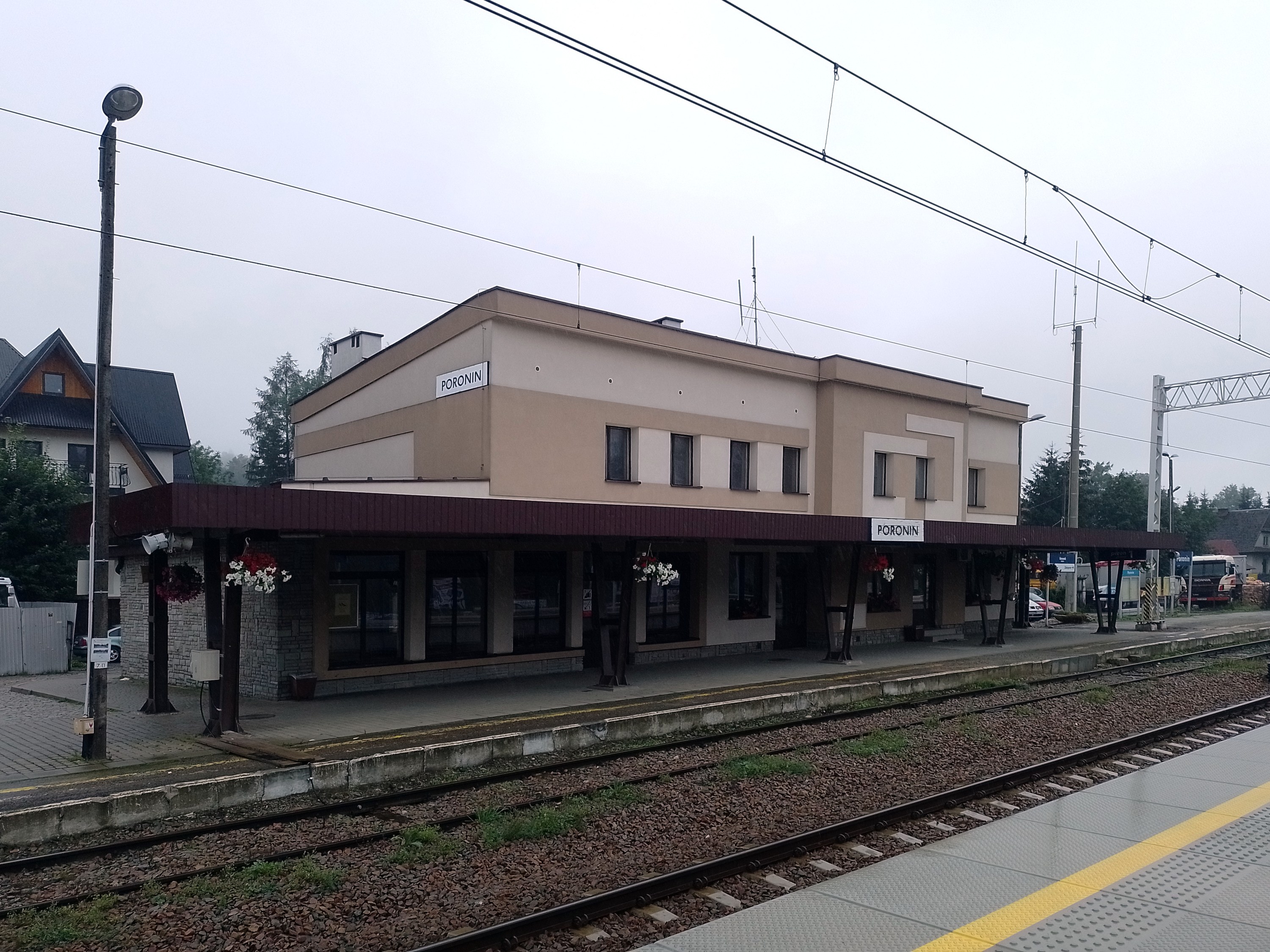
Dworzec stacji Poronin
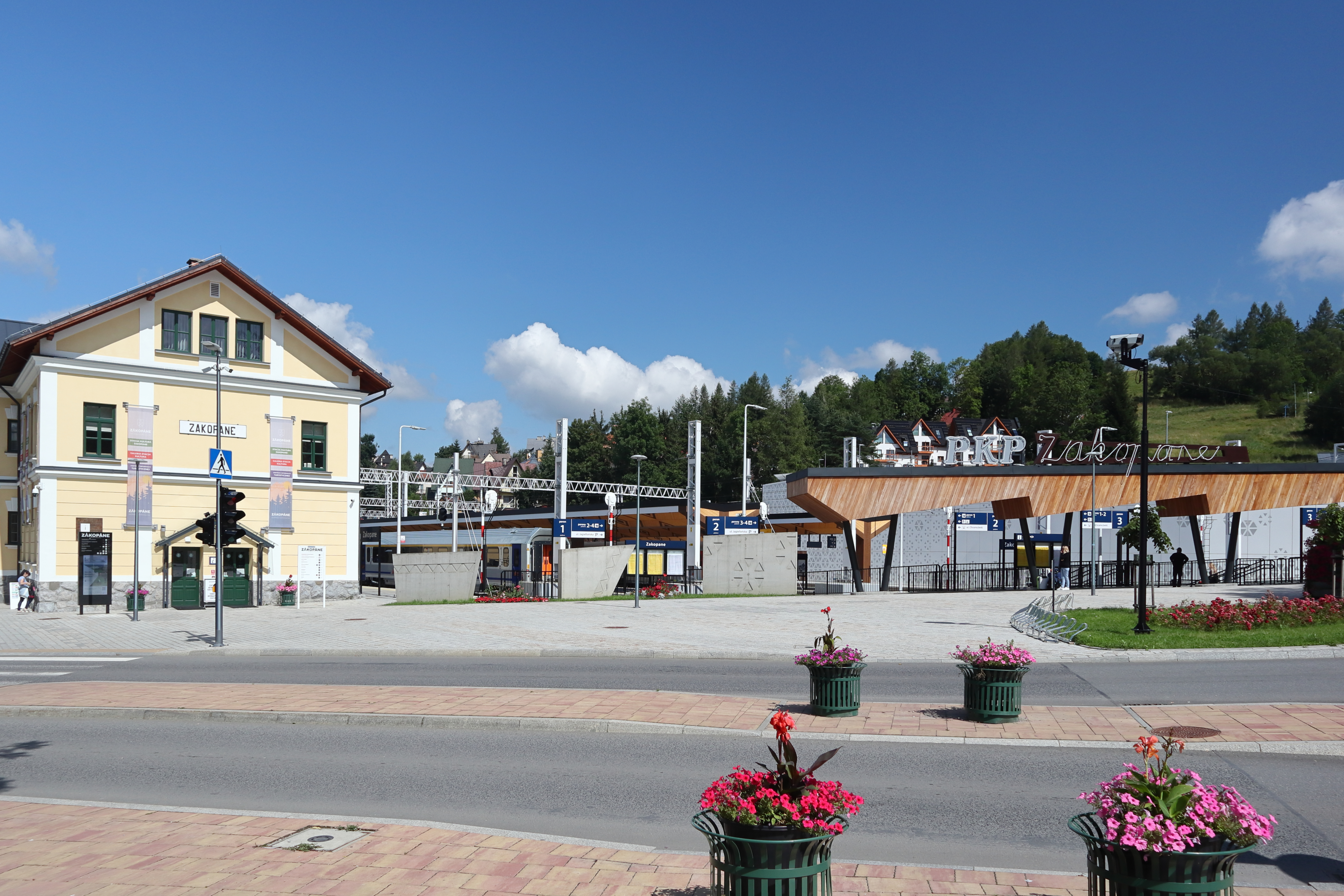
Stacja Zakopane